# Maeghan Albach
Maeghan Albach (* 21. Mai 1974 in San Antonio, Texas als Maeghan Duffy Brock; † 22. Januar 2019 in Texas) war eine US-amerikanische Synchronsprecherin, Schauspielerin und Model.

## Leben
Albach wurde am 21. Mai 1974 als Maeghan Duffy Brock im texanischen San Antonio geboren. Zusätzlich zu ihrer Schauspielerei war sie als Erotiktänzerin und Werbemodel tätig, unter anderem für einen Spirituosenhändler. Sie debütierte 1999 in dem Kurzfilm New Clear Farm als Schauspielerin. Ab spätestens 2003 lieh sie ihre Stimme als Synchronsprecherin für die englischsprachige Fernsehindustrie, überwiegend für Anime-Charaktere in Zeichentrickserien aus Japan. 2009 erhielt sie eine Nebenrolle in dem Spielfilm Rockabilly Baby und eine größere Rolle in dem Spielfilm Fire from Below – Die Flammen werden dich finden.
Sie übernahm Synchronisationstätigkeiten in den Zeichentrickfilmen Evangelion: 1.0 – You Are (Not) Alone, Evangelion: 2.0: You Can (Not) Advance oder Summer Wars. 2014 folgte eine Episodenrolle in der Fernsehserie First Kill.
Sie verstarb am 22. Januar 2019 im Alter von 44 Jahren. Angaben über die Todesumstände drangen nicht an die Öffentlichkeit.

## Filmografie

### Synchronisation (Auswahl)
- 2003: Die Ewigkeit, die Du Dir wünschst (Kimi ga nozomu eien) (Zeichentrickserie, 2 Episoden)
- 2004: Ragnarök (Ragnarok: The Animation) (Zeichentrickserie, 10 Episoden)
- 2004–2005: Beck: Mongolian Chop Squad (Zeichentrickserie, 3 Episoden)
- 2005: School Rumble (Sukūru Ramburu) (Zeichentrickserie, 2 Episoden)
- 2005: Peach Girl (Pīchi Gāru) (Zeichentrickserie, 6 Episoden)
- 2005: Magister Negi Magi (Zeichentrickserie, Episode 1x21)
- 2005: Sgt. Frog (Keroro Gunsō) (Zeichentrickserie, Episode 3x11)
- 2005: Sôsei no Aquarion (Zeichentrickserie, 3 Episoden)
- 2005: Suzuka (Zeichentrickserie, 12 Episoden)
- 2005: Itsudatte my Santa (Zeichentrickserie, 2 Episoden)
- 2006: Black Cat (Burakku Kyatto) (Zeichentrickserie, Episode 1x13)
- 2006: Jūōsei (Zeichentrickserie, 2 Episoden)
- 2006: Witchblade (Witchibureido) (Zeichentrickserie, 4 Episoden)
- 2006: Sasami mahô shôjo kurabu (Zeichentrickserie, 3 Episoden)
- 2006: Crayon Shin-Chan (Kureyon Shin-chan) (Zeichentrickserie, Episode 1x06)
- 2006: Ôran kôkô hosutobu (Zeichentrickserie, 6 Episoden)
- 2006: Ghost Hunt (Zeichentrickserie, 4 Episoden)
- 2006–2007: Sôkô no sutorein (Zeichentrickserie, 2 Episoden)
- 2007: El Cazador (Zeichentrickserie, 2 Episoden)
- 2007: Romeo × Juliet (Zeichentrickserie, 6 Episoden)
- 2007: Darker than Black (Darker than Black – Kuro no Keiyakusha) (Zeichentrickserie, 2 Episoden)
- 2007: Evangelion: 1.0 – You Are (Not) Alone (Zeichentrickfilm)
- 2007: Ôedo roketto (Zeichentrickserie, 19 Episoden)
- 2007: Ookiku furikabutte (Zeichentrickserie, 3 Episoden)
- 2008: Spice and Wolf (Ōkami to Kōshinryō) (Zeichentrickserie, 3 Episoden)
- 2008: Burasuraitâ (Zeichentrickserie, 8 Episoden)
- 2008: Nabari no Ō (Zeichentrickserie, 4 Episoden)
- 2008: Shikabane hime aka (Zeichentrickserie, 3 Episoden)
- 2008: To Aru Majutsu no Index (To Aru Majutsu no Indekkusu) (Zeichentrickserie, 2 Episoden)
- 2008–2009: Michiko & Hatchin (Michiko to Hatchin) (Zeichentrickserie, 7 Episoden)
- 2008–2009: Kurogane no rainbareru (Zeichentrickserie, 2 Episoden)
- 2009: RideBack (Zeichentrickserie, 4 Episoden)
- 2009: Evangelion: 2.0: You Can (Not) Advance (Zeichentrickfilm)
- 2009: Summer Wars (Samā Wōzu) (Zeichentrickfilm)
- 2009–2010: Fullmetal Alchemist: Brotherhood (Hagane no Renkinjutsushi) (Zeichentrickserie, 10 Episoden)
- 2010: Baka to Test to Shoukanjuu (Zeichentrickserie, 4 Episoden)
- 2010: Fairy Tail (Fearī Teiru) (Zeichentrickserie, 6 Episoden)
- 2010: Sutoraiku uicchîzu (Zeichentrickserie, 2 Episoden)
- 2010: Asobi ni Iku yo! (Zeichentrickserie, 3 Episoden)
- 2010: Sekirei: Pure Engagement (Zeichentrickserie, 2 Episoden)
- 2010: Kuragehime (Zeichentrickserie, 11 Episoden)
- 2011: Kore wa Zombie Desu ka? (Zeichentrickserie, 3 Episoden)
- 2012: Sōsei no Aquarion (Zeichentrickserie, 11 Episoden)
- 2013: Gekijouban Toaru majutsu no indekkusu: Endyumion no kiseki (Zeichentrickfilm)
- 2013: Attack on Titan (Shingeki no Kyojin) (Zeichentrickserie, 4 Episoden)
- 2013–2014: Date A Live (Zeichentrickserie, 17 Episoden)
- 2014: Noragami (Zeichentrickserie, 2 Episoden)
- 2014: Ping Pong (Zeichentrickserie, 3 Episoden)
- 2015: Attack on Titan: Junior High (Zeichentrickserie, 12 Episoden)

### Schauspiel
- 1999: New Clear Farm (Kurzfilm)
- 2009: Rockabilly Baby
- 2009: Fire from Below – Die Flammen werden dich finden (Fire from Below)
- 2014: First Kill (Fernsehserie, Episode 1x01)